# Yuejin Shuiku (reservoar i Kina, Anhui)
Yuejin Shuiku (kinesiska: 跃进水库) är en reservoar i Kina. Den ligger i provinsen Anhui, i den östra delen av landet, omkring 180 kilometer nordost om provinshuvudstaden Hefei. Trakten runt Yuejin Shuiku består till största delen av jordbruksmark.
Genomsnittlig årsnederbörd är 1 199 millimeter. Den regnigaste månaden är juli, med i genomsnitt 271 mm nederbörd, och den torraste är december, med 26 mm nederbörd.